# Kemmental
Kemmental es una comuna suiza del cantón de Turgovia, situada en el distrito de Kreuzlingen. Limita al norte con las comunas de Tägerwilen y Kreuzlingen, al este con Lengwil, al sureste con Berg, al sur con Weinfelden, al suroeste con Märstetten, y al oeste con Wigoltingen y Wäldi.

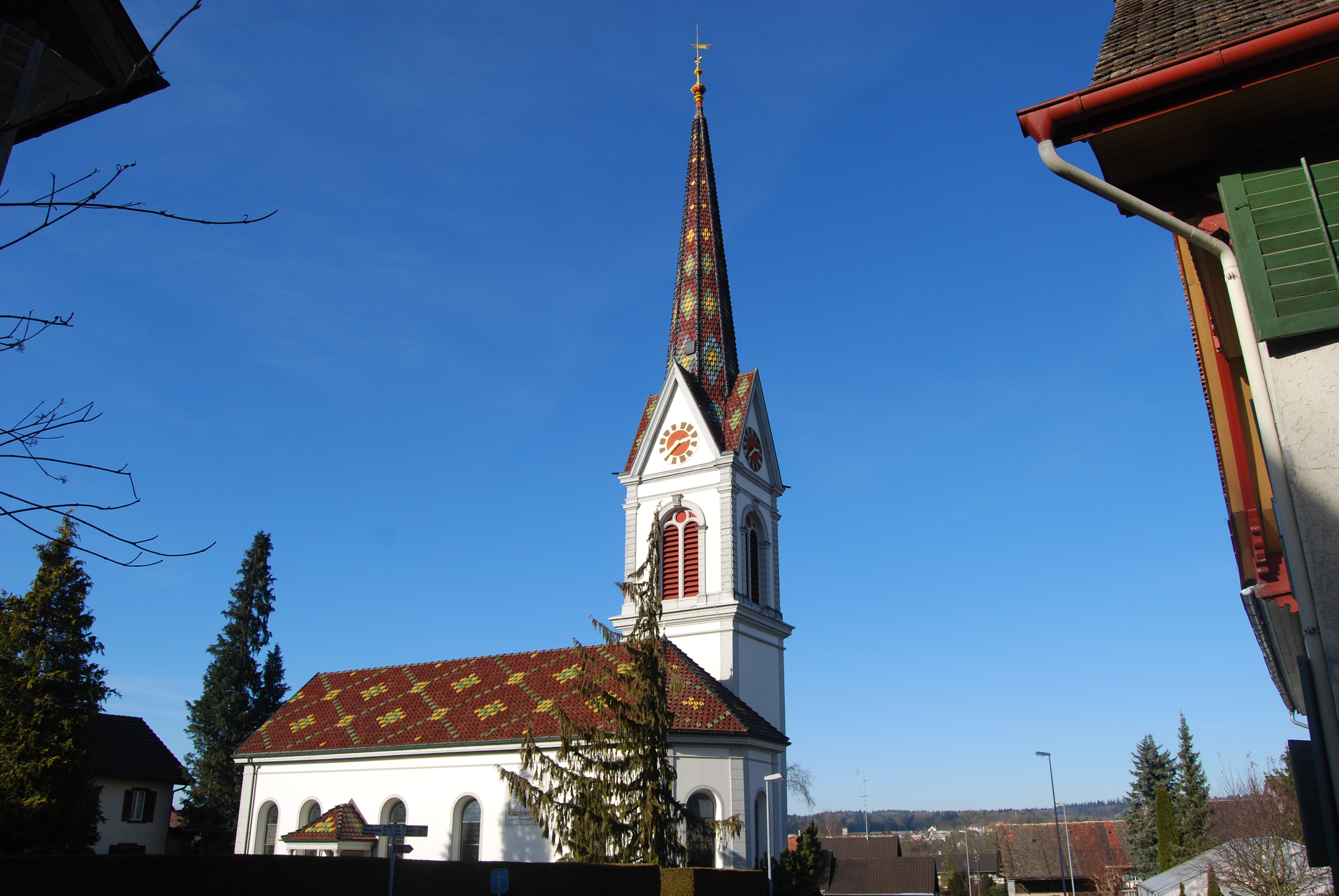
Hugelshofen (Kemmental)